# Alexandar Alexandrow (Kosmonaut)

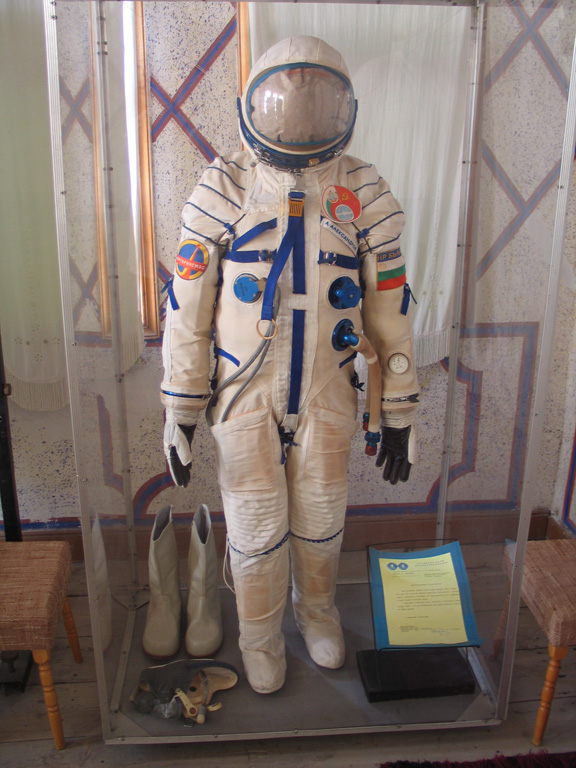
Der Sokol-Anzug von Alexandar Alexandrow

Alexandar Panaiotow Alexandrow (bulgarisch Александър Панайотов Александров; * 1. Dezember 1951 in Omurtag, Oblast Targowischte, Bulgarien) ist der zweite bulgarische Kosmonaut.
Alexandrow war in der Ersatzbesatzung für den ersten bulgarischen Raumflug mit Sojus 33. Da das Sojus-Raumschiff durch technische Probleme nicht wie vorgesehen an der Raumstation Saljut 6 ankoppeln konnte, wurde die Mission abgebrochen und der erste bulgarische Raumfahrer Georgi Iwanow kehrte nach nur 47 Stunden im All zur Erde zurück. Da im Rahmen des Interkosmos-Programms für die teilnehmenden Nationen eine Aufenthaltsdauer des Kosmonauten von einer Woche vorgesehen war, wurde der Flug später mit Sojus TM-5 nachgeholt.
Alexandrows Flug mit Sojus TM-5 zusammen mit dem Kommandanten Anatoli Solowjow und dem Bordingenieur Wiktor Sawinych zur sowjetischen Raumstation Mir fand zwischen dem 7. und 17. Juni 1988 statt.
Alexandrow ist nicht zu verwechseln mit dem sowjetischen Kosmonauten Alexander Alexandrow, der im Dezember 1987, fünf Monate vor dem Flug seines bulgarischen Namensvetters, von der Raumstation Mir zur Erde zurückkehrte. 
Am 26. April 2002 wurde ihm der militärische Rang eines Brigadegenerals verliehen. Er wurde mit dem Stara-Planina-Orden ausgezeichnet. Am 11. Dezember 2013 wurde er zum Generalmajor der Reserve befördert. Am 13. März 2019 wurde er „für seine großen Verdienste um die Entwicklung und Stärkung der Streitkräfte, für seinen langen und einwandfreien Dienst und für seinen Beitrag zur nationalen Sicherheit der Republik Bulgarien“ zuerst mit dem Orden für militärische Verdienste ausgezeichnet.

## Privates
Alexandar Alexandrow ist verheiratet und hat zwei Söhne.